# Spitz Loup
Pour un article plus général, voir Spitz allemand.
Le spitz-loup (ou spitz loup, standard FCI) ou keeshond (standard AKC American Kennel Club) est une variété de taille du spitz allemand, race de chien originaire d'Allemagne. Il s'agit de la variété la plus grande, elle n'admet qu'une seule couleur de robe, le gris-loup. Adopté par les mariniers hollandais, c'est un excellent chien de garde.

## Historique
Originaire des régions arctiques, le keeshond compte parmi ses ascendants le samoyède, le chow-chow, des chiens d'élan et le loulou de Poméranie[réf. nécessaire].
Le spitz allemand descend probablement des chiens de tourbières de l’âge de la pierre. La variété naine, plus connue sous le nom de loulou de Poméranie devient populaire auprès de l'aristocratie à partir du XVIIIe siècle,. 
Les Hollandais l’appréciaient tellement qu’ils lui donnèrent le nom de leur héros le plus populaire William Kees de Gyselaer, puis il connut une longue période d’oubli. Il faut attendre 1920 pour le voir susciter à nouveau l’intérêt des éleveurs et du public.
En France, seul le spitz nain est connu et le premier spitz-loup est inscrit pour la première fois au livre des origines français (LOF) en 1937 alors que le Keeshond voit son standard enregistré par l'AKC en 1930.

## Standard

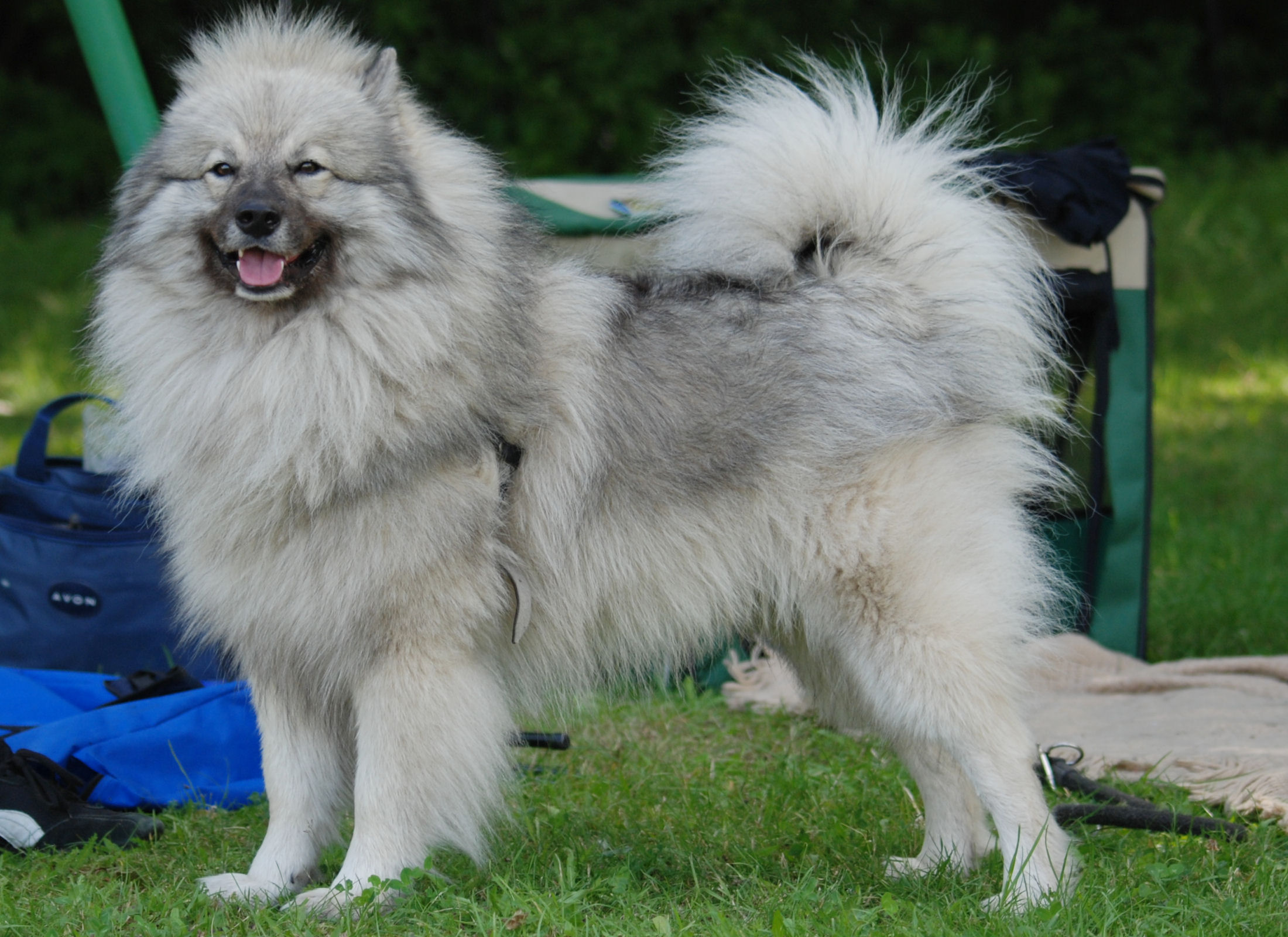
Un spitz-loup en exposition canine en Pologne.

Certains Kennel Club admettent le spitz-loup comme une race à part entière. C'est le cas du Keeshond pour l'American Kennel Club ou AKC.
Le spitz-loup suit le standard FCI du spitz allemand, qui admet cinq tailles. Le spitz-loup représente la plus grande taille (entre 43 et 55 cm au garrot).

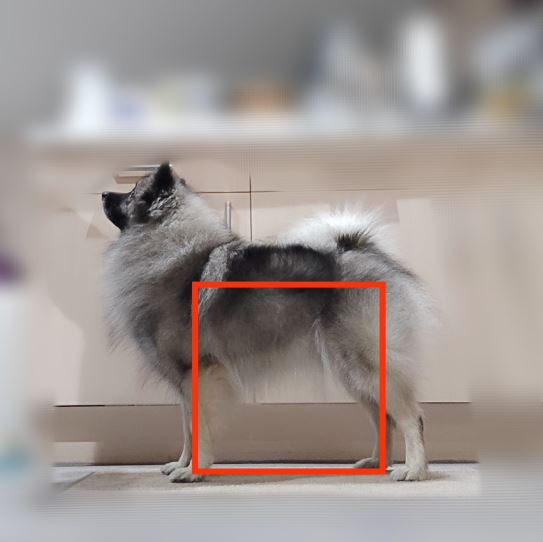
Rapport 1:1 du corps chez le spitz allemand.

Tous les spitz allemands ont un corps qui s'inscrit dans un carré, avec une queue attachée haut portée enroulée sur le dos. La tête en forme de coin rappelle celle du renard avec des yeux vifs de taille moyenne et de couleur foncée, de petites oreilles triangulaires et bien rapprochées. Contrairement aux variétés plus petites, le grand spitz doit être muni de toutes ses dents. Le standard précise que pour le spitz-loup, le rapport entre la longueur du museau et celle du crâne est d'environ deux tiers.
Tous les spitz allemands ont un pelage double : en couverture, un poil long, raide et écarté, et en sous-poil une sorte de ouate épaisse et courte. Ce double poil ne couvre pas la tête, les oreilles ni les faces antérieures des membres et les pieds, recouvert d'un poil court et dense ressemblant à du velours.
Le spitz-loup n'admet qu'une seule couleur, le gris-loup. Le poil est gris argenté charbonné, c'est-à-dire que l'extrémité du poil est noire. Le museau et les oreilles sont foncés. La crinière et la région des épaules est plus claire. En dessous des coudes et des genoux, les membres sont gris argenté sans taches noires exception faite du « pencilling », de petites taches allongées en coup de crayon sur les doigts. La pointe de la queue est noire. La face inférieure de la queue et les culottes sont gris argenté clair. Le spitz-loup doit présenter un dessin caractéristique en « branche de lunette », l'absence de ce motif constituant un défaut grave en exposition : une ligne noire allant en biais de l'angle externe de l'œil au point d'attache inférieur de l'oreille, associé à des hachures nettes et des dégradés ombrés formant des sourcils courts et expressifs.

## Caractère
Plein d’entrain vif, intelligent, agréable et très vigilant.

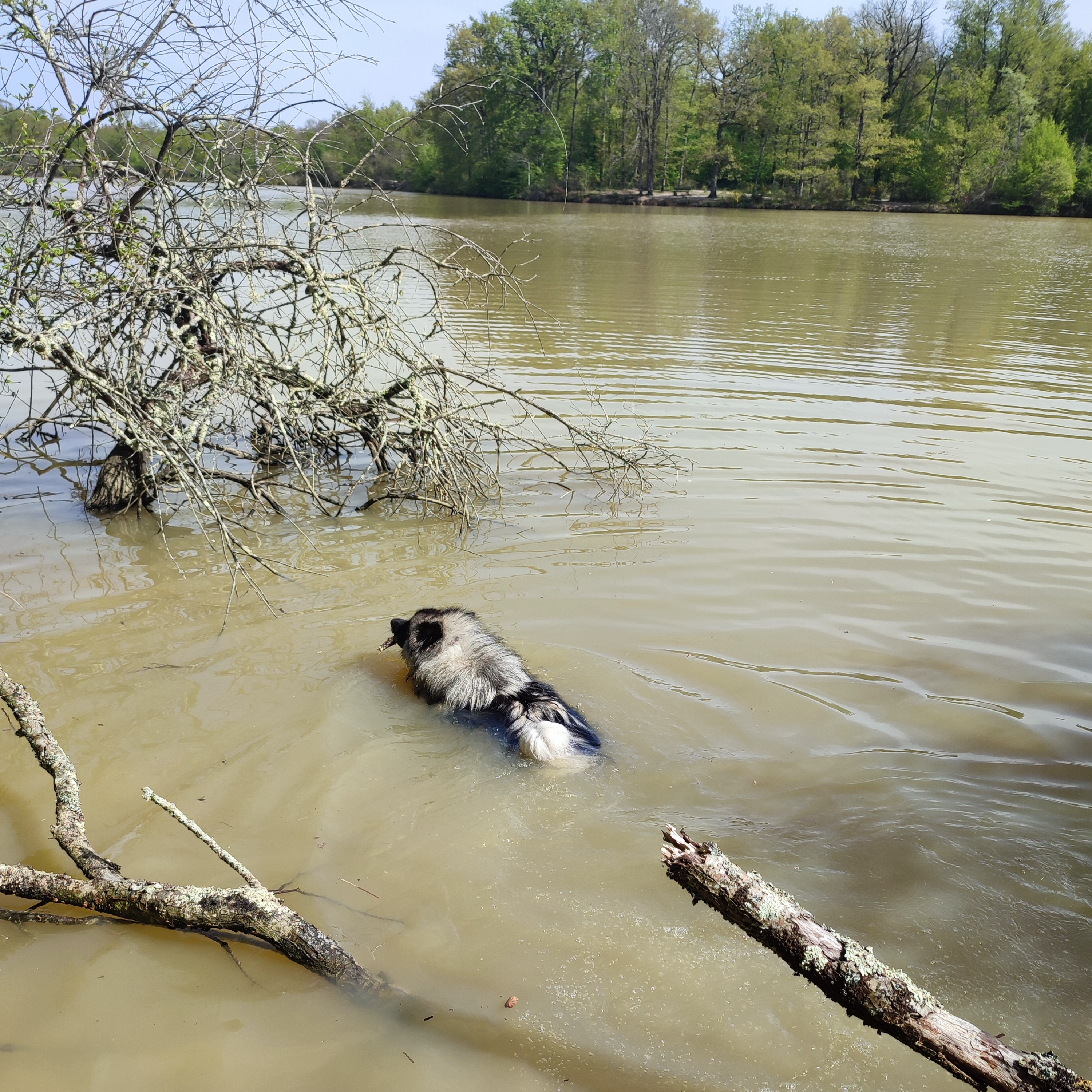
Sweety Paradise of the Gray Wolves est une excellente nageuse.

Bon nageur, le keeshond fut utilisé pendant des années, comme le chien « à tout faire » des hollandais.
Il aime la vie de famille, s’adapte facilement en ville et est de fait très recherché aujourd’hui comme chien de compagnie.
On l’emploie aussi comme chien de garde. D'un naturel aboyeur, c'est un excellent gardien... Attention toutefois si vous viviez en appartement à travailler cet aspect là dès le départ de manière positive.
Allergique à l'autorité, le spitz-loup s'éduque très bien, si tant est que son propriétaire soit à l'aise avec les méthodes basées sur le renforcement positif.